# 司马翼
司马翼（？—？），字子世，河内温县（今河南省温县）人，安平献王司马孚第四子，西晋宗室、官员。
司马翼年轻时就担任过高官，官至武贲中郎将，在西晋建立前去世，以大哥司马邕的儿子司马承为后嗣，司马承被封为南宫县王，司马承去世后，他的儿子司马祐出嗣安平王司马敦，司马承于是没有后嗣。

## 家庭

### 兄弟姐妹
- 司马邕，西晋步兵校尉、侍中、安平贞世子
- 司马望，过继给司马孚大哥司马朗，西晋大司马、义阳成王
- 司马辅，西晋太原成王
- 司马晃，西晋侍中、司空、尚书令、下邳献王
- 司马瑰，西晋东中郎将、太原烈王
- 司马珪，西晋尚书右仆射、高阳元王
- 司马衡，西晋常山孝王
- 司马景，西晋沛顺王
- 司马氏，繆胤母

## 延伸阅读
[在维基数据编辑]
 《晉書·卷037》，出自房玄齡《晉書》